# Viscum capense
Viscum capense (nome comum, visco do cabo) é uma espécie de visco que é indígena da África do Sul, especialmente na área da Cidade do Cabo, indo em direcção a norte ao longo da costa até à Namíbia e a leste até a província do Cabo Oriental.
Esta planta parasita tem hastes articuladas, pequenas folhas e pequenas flores amarelas que produzem bagas brancas translúcidas. A fruta é dispersada por pássaros. A planta é venenosa, mas ainda assim é usada na medicina tradicional africana, sendo a planta fervida para fazer um chá que é usado para aliviar a asma.